# Trấn thủ
Trấn Thủ (chữ Hán: 鎮守 - tiếng Anh: Defense Command Governor) là vị quan văn đứng đầu một trấn trong các triều đại Việt nam.  Tùy theo sự phân cấp hành chính từng thời kỳ mà chức Trấn thủ có các tên gọi khác nhau như An phủ sứ, Bố chính sứ, Trấn thủ, Lưu thủ, Đốc trấn, Đốc phủ, Hiệp trấn.   Sau cuộc cải cách hành chính năm Minh Mạng 12 Tân Mão 1831, các chức liên quan đến trấn, như Trấn thủ, Hiệp trấn, Tổng trấn đều được bãi bỏ và được thay thế bằng các chức Bố chính, Tuần phủ, Tổng đốc.

## Lịch sử
Tại Việt Nam, chức Trấn thủ được biết đến bắt đầu từ thời Lê sơ.  Năm 1428 thời vua Lê Thái Tổ, toàn quốc được chia thành 5 đạo.  Dưới đạo là trấn, dưới trấn là lộ, dưới lộ là châu và huyện.  Đứng đầu các đạo là quan Hành khiển phụ trách cả dân sự lẫn quân sự.  Đứng đầu các trấn là các An phủ sứ, các lộ là Tuyên phủ sứ, các châu, huyện là Tri châu hay Tri huyện, các xã là Xã quan (từ thời Lê Thánh Tông đổi thành xã trưởng).  Thời kỳ này, chức An phủ sứ là chức quan cao nhất một trấn và là thuộc quan dưới quyền quan Hành khiển.
Đến năm 1464 thời vua Lê Thánh Tông, toàn quốc được chia thành 1 phủ và 12 đạo thừa tuyên.  Mỗi đạo thừa tuyên được điều hành bởi 3 ty: đô Tổng binh sứ ty (phụ trách quân sự), Thừa tuyên ty (phụ trách các việc dân sự), Hiến sát ty (phụ trách các việc thanh tra, giám sát).  Cách cải tổ này có lẽ áp dụng theo cách cải tổ thời Minh Trung quốc với việc bãi bỏ cơ quan trung ương Trung thư tỉnh và thay thế bằng các đô Thừa tuyên bố chính sứ ty (承宣布政使司), đô Tổng binh sứ ty và đô Án sát ty tại các tỉnh.  Thời kỳ này, chức Thừa chính sứ là chức quan cao nhất, đứng đầu Thừa tuyên ty, phụ trách các vấn đề liên quan đến hành chính, dân sự tại một tỉnh, chia trách nhiệm cùng ty Tổng binh và ty Hiến.
Thời Mạc, triều đình tiếp tục dùng hệ thống hành chính đạo thừa tuyên áp dụng từ thời Lê Thánh Tông với các cơ quan Trấn ty, Thừa ty và Hiến ty.
Thời Trịnh-Nguyễn phân tranh, các đạo thừa tuyên được đổi thành trấn hoặc dinh. Tại Đàng Ngoài, đứng đầu các trấn là các ty Trấn, ty Thừa và ty Hiến. Đứng đầu ty Trấn là quan Trấn thủ, Đốc trấn và Lưu thủ. Đứng đầu ty Thừa là quan Bố chính hoặc Thừa chính sứ. Đứng đầu ty Hiến là quan Án sát.[5] Tại Đàng Trong, thời gian đầu, cơ quan chính quyền địa phương có lẽ vẫn áp dụng quan chế thời Đàng Ngoài. Thời chúa Sãi năm 1614, chúa tổ chức lại quan chế và hành chính, đặt ra ba ty là ty Xá sai, ty Tướng thần và ty Lệnh sử tại Chính dinh Phú Xuân để trông coi mọi việc. Các quan đứng đầu các trấn, dinh thời này là Trấn thủ, Cai bạ và Ký lục.[6] Chức Cai bạ tại Đàng Trong là chức tương đương chức Bố chính sứ hoặc Thừa chính sứ tại Đàng Ngoài.
Thời Nguyễn Gia Long, tại các đơn vị hành chính quan trọng và rộng lớn như Bắc thành hoặc Gia Định thành, mỗi thành đều có nhiều trấn, như Bắc thành có 11 trấn và Gia Định thành có 5 trấn.  Mỗi trấn do một vị Hiệp trấn cai nhiệm và trên các vị HiệpTrấn này ở mỗi thành là Tổng Trấn, thay mặc triều đình, cai quản cả thành về dân sự lẫn quân sự.  Ở các tỉnh miền Trung, mỗi trấn lại tiếp tục do một vị Trấn thủ cai nhiệm và ở 4 dinh trực thuộc triều đình (trực lệ tứ dinh), không đặt chức Trấn thủ nên Cai bạ là chức quan cao nhất tại các dinh này.
Từ triều Minh Mạng thứ 12 (1831) trở đi, sau khi vua Minh Mạng bãi bỏ chế độ tổng trấn trên toàn quốc, đổi tất cả thành tỉnh, thì các chức liên quan đến trấn đều được bãi bỏ như Hiệp trấn, Trấn thủ, Tổng trấn và được thay thế bằng các chức Bố chính, Tuần phủ, Tổng đốc.

## Các vị quan Trấn thủ nổi tiếng Việt Nam
Trong lịch sử Việt Nam, chức Trấn thủ là chức mà nhiều vị quan văn / võ tướng danh tiếng đã từng nắm giữ như chúa Nguyễn Hoàng trấn thủ trấn Thuận Hóa, Lễ Thành Hầu Nguyễn Hữu Cảnh trấn thủ dinh Bình Khương và Thoại Ngọc Hầu Nguyễn Văn Thoại trấn thủ trấn Vĩnh Thanh.
Thời Minh Mạng, cháu bốn đời của Vũ Nghị Công Mạc Cửu là Mạc Cơ Dung, được vua Gia Long phong Hà Tiên Hiệp trấn năm 1816 và Hà Tiên Trấn thủ năm 1818[3].

## Lưu Ý
Thời Nguyễn Gia Long, tại các đơn vị hành chính quan trọng và rộng lớn như Bắc thành hoặc Gia Định thành, mỗi thành đều có nhiều trấn, như Bắc thành có 11 trấn và Gia Định thành có 5 trấn.  Mỗi trấn do một vị Hiệp trấn cai nhiệm và trên các vị HiệpTrấn này ở mỗi thành là Tổng Trấn, thay mặt triều đình, cai quản cả thành về dân sự lẫn quân sự. Ở các tỉnh miền Trung, mỗi trấn lại tiếp tục do một vị Trấn thủ cai nhiệm và ở 4 dinh trực thuộc triều đình (trực lệ tứ doanh), không đặt chức Trấn thủ nên Cai bạ là chức quan cao nhất tại các dinh này.